# Aurora (film, 2018)
Pour les articles homonymes, voir Aurora.
Pour plus de détails, voir Fiche technique et Distribution.
Aurora est un thriller philippin réalisé par Yam Laranas, sorti en 2018.

## Synopsis
Leana (Anne Curtis) vit paisiblement sur une île avec sa jeune sœur Rita (Phoebe Villamor). Tout change depuis l'accident d’un navire Aurora, Rita voit les gens morts. À chaque fois quand elle les voit dans des évènements catastrophiques. Leana la protège à tout prix avant que ce ne soit trop tard…

## Fiche technique
Sauf indication contraire, les informations mentionnées dans cette section peuvent être confirmées par la base de données cinématographiques IMDb,  présente dans la section « Liens externes ».
- Titre original : Aurora
- Réalisation : Yam Laranas
- Scénario : Gin De Mesa[1] et Yam Laranas, d'après l’histoire de Gin De Mesa
- Musique : Oscar Fogelström
- Direction artistique : Ericson Navarro et Danny Red
- Décors : Louie Kim Sedukis
- Costumes : Guada Reyes
- Photographie : Yam Laranas
- Son : Albert Michael Idioma
- Montage : Yam Laranas et Rico Testa
- Production : Gary Barrozo, Vicente G. del Rosario III, Veronique del Rosario-Corpus et Yam Laranas
- Société de production : Viva Films ; Aliud Entertainment (coproduction)
- Société de distribution : Viva Films
- Pays de production :  Philippines
- Langues originales : philippin, tagalog
- Format : couleur - son Dolby Atmos
- Genre : thriller[2]
- Durée : 110 minutes
- Dates de sortie :
  - Philippines : 25 décembre 2018 (Festival du film de Metro Manila)
  - Monde : 25 avril 2019 (Netflix)[3]

## Distribution
- Anne Curtis : Leana
- Mercedes Cabral
- Marco Gumabao : Ricky
- Sue Prado
- Allan Paule : Eddie
- Andrea Del Rosario : Celine
- Phoebe Villamor : Rita
- Arnold Reyes
- Ricardo Cepeda
- Ruby Ruiz

## Tournage
Le tournage a lieu aux Philippines, précisément sur l'île de Batan, dans la province de Batanes (Basco, Ivana Mahatao et Uyugan), ainsi qu'à Quezon City.

## Distinctions
Sauf indication contraire, les informations mentionnées dans cette section peuvent être confirmées par la base de données cinématographiques IMDb,  présente dans la section « Liens externes ».

### Récompenses
- Festival du film de Metro Manila 2018 :
  - Meilleure actrice enfant pour Phoebe Villamor
  - Meilleur directeur de la photographie pour Yam Laranas
  - Meilleur son pour Albert Michael Idioma
  - Meilleurs effets visuels pour Ernest Villanueva et Gem Garcia

### Nominations
- Festival du film de Metro Manila 2018 :
  - Meilleur film
  - Meilleur réalisateur pour Yam Laranas
  - Meilleure actrice pour Anne Curtis
  - Meilleurs scénaristes pour Gin De Mesa et Yam Laranas
  - Meilleurs directeurs artistique : Ericson Navarro et Danny Red
  - Meilleurs monteurs pour Rico Testa et Yam Laranas
  - Meilleur musicien pour Oscar Fogelström
- FAMAS Awards 2019 : Meilleurs effets visuels pour Ernest Villanueva et Gem Garcia